# いっちゃがゴールド
いっちゃがゴールドは、2000年4月3日から2015年3月13日までNHK宮崎放送局の総合テレビで放送されていた地域情報番組である。地上デジタル放送では一部を除きハイビジョンに対応している。
本項では前身の『いっちゃがスタジオ』・『いっちゃがワイド』・『いっちゃがTV』も記載する。

## 概要

### 草創から発展、その後の度重なる縮小
2000年4月3日に17時台の帯番組として『いっちゃがスタジオ』が開始。
2005年4月に18時台に放送されていた報道番組『ニュースまるごと宮崎』を統合させ、17時台のいっちゃがの名前を取って『いっちゃがワイド』としてリニューアルした。
2008年3月31日に再び18時台の番組を『ニュースWAVE宮崎』として分離させ、番組名も『いっちゃがTV』に変更。
2010年4月2日からは金曜日のみで（月曜日～木曜日は『ゆうどきネットワーク』を放送）番組名を『いっちゃがゴールド』に変更。
2013年4月からは、毎月第1金曜日20:00からのゴールデンタイムに移動し、放送時間は20:00～20:43の43分間。
2015年3月13日をもって番組は終了、最盛期は月曜から金曜17:10から19:00までの2時間近くにも渡る長時間番組だったものが、最末期には年10回の43分間の番組になった形で15年の歴史に幕を閉じた。

### 番組名の由来
番組名の「いっちゃが」は宮崎弁で「いいですよ」の意味である。

## 番組タイトルと放送時間の変遷
以下は基本編成であり、番組編成によっては短縮および休止される。表記はいずれもJST（以下同様）。
| 期間   | 期間   | 番組タイトル       | 放送曜日        | 開始時刻                      | 終了時刻                      | 放送分                  | 備考                                                    |
| ------ | ------ | ------------------ | --------------- | ----------------------------- | ----------------------------- | ----------------------- | ------------------------------------------------------- |
| 2000.4 | 2005.3 | いっちゃがスタジオ | 月曜 - 金曜     | 17:10                         | 18:00                         | 50                      |                                                         |
| 2005.4 | 2008.3 | いっちゃがワイド   | 月曜 - 金曜     | 【第1部】17:10 【第2部】18:10 | 【第1部】18:00 【第2部】18:59 | 【第1部】50 【第2部】49 | 18時台の番組と統合。                                    |
| 2008.4 | 2010.3 | いっちゃがTV       | 月曜 - 金曜     | 17:10                         | 18:00                         | 50                      | 18時台を廃止。                                          |
| 2010.4 | 2012.3 | いっちゃがゴールド | 金曜            | 17:05                         | 18:00                         | 55                      | 金曜のみの放送に、5分拡大。                             |
| 2012.4 | 2013.3 | いっちゃがゴールド | 第2週を除く金曜 | 19:30                         | 19:55                         | 25                      | 25分に縮小しゴールデンタイムに進出、第2週の放送を廃止。 |
| 2013.4 | 2015.3 | いっちゃがゴールド | 年10回金曜      | 20:00                         | 20:43                         | 43                      | 20時台に移動し43分に拡大、しかし年10回のみの放送に。    |

## いっちゃがTV時代の主なコーナー
- 宮崎を食べよう

5時台後半に放送される料理コーナー。宮崎県内で採ることのできる食材を使用した料理を紹介する。2007年度は「みやざき元気応援隊」で特集されている市町村の食材となる。2000年の番組開始時から放送されている。2010年度は『ニュースWAVE宮崎』内のコーナーとして存続している。
地上デジタル放送のデータ放送や公式サイト、宮崎日日新聞のテレビ番組欄では「宮崎を食べよう」のレシピを配信している。ワンセグ用データ放送では公式サイトの閲覧というかたちとなる。
2008年のリニューアル時には以下のコーナーが放送されていた。
- 挑戦!エコロミ
- 消費生活まめ知識
- ちゃがテレ青春ネット
- みやざき☆発掘団
- 言わせて!1分
- 宮崎弁研究所
- CHKちゃがテレ放送協会
- てげてげ休日
- 定年よ!大志を抱け
- ちゃがテレアルバム
- もしもし中継

## いっちゃがワイド時代のコーナー
- みやざき元気応援隊

2007年度の主要コーナーであり、特に月曜日の5時台前半に放送される。1週間ごとに宮崎県内の1つの市町村を特集していき、1年に渡って30市町村全てを扱う。番組内では「○○ウィーク」と題されており、その他のコーナーや「今週の花」も特集された自治体にちなんだ内容となる。
- 宮崎を食べよう - 上述を参照。
- いっちゃが宮崎弁NEWS

水曜日の5時台前半に不定期に放送されるコーナー。タイトル通り宮崎弁でニュースを扱い、特定の用例を紹介する。また、各市町村に伝わる民話を宮崎弁の語りとともに寸劇で紹介する。
- ようこそ!金婚さん

金曜日の5時台前半に不定期に放送されるコーナー。タイトル通り結婚から50年を超えた夫婦が出演し、50年間の思い出をVTRを交えながら語る。
- みやざき売りこみ隊

視聴者が番組内でイベント告知を行うコーナー。
- やってん!ガーデン

木曜日の5時台に不定期に放送されるコーナー。タイトル通りガーデニングの紹介である。
- やってん!工房

木曜日の5時台に不定期に放送されるコーナー。実用品の製作手順の紹介を中心とした内容。
- ちゃがソン向上委員会

『いっちゃがスタジオ』時代の2001年4月から2008年3月まで放送されていたコーナー。番組テーマ曲を視聴者が歌っている様子が放送される。

## 出演者
- 百野文 - 総合司会者。宮崎市出身
- 杉尾宗紀 - 同上、NHKアナウンサー。宮崎市出身